# Rafael Santa Cruz Castillo
En Rafael Santa Cruz Castillo (Lima, Perú, 29 de setembre de 1960 - Lima, 4 d'agost de 2014) fou un actor i músic afroperuà conegut sobretot pel seu paper en la internacionalització del caixó afroperuà. Era fill del torero Rafael Santa Cruz Gamarra.

## Vida i obra
Va néixer a Lima, Perú, fill del torero Rafael Santa Cruz Gamarra i nebot dels estudiosos del folklore afroperuà Victoria Santa Cruz Gamarra i Nicomedes Santa Cruz. A finals de la dècada de 1980, juntament amb el seu germà Octavio Santa Cruz, va formar el conjunt musical Los hermanos Santa Cruz & Afroperú. Quan tenia 14 anys va gravar per l'àlbum musical "Socavón" de Nicomedes Santa Cruz i als 15 va començar a formar els seus primers grups musicals. A més a més, durant la seva joventut va participar com a acompanyament musical dels tallers de música afroperuana de Victoria Santa Cruz a diversos països d'Europa i d'Amèrica.
A nivell individual, s'ha presentat en diversos escenaris internacionals i nacionals amb concerts i recitals didàctics. Entre els seus concerts més destacats hi ha: "Rafael Santa Cruz & Cajón Masters" al Centre Cultural Peruà-Japonès (Lima, 2014), "Rafael Santa Cruz & Afroperú" al Centre Cultural Peruà-Japonès (Lima, 2013), "Recordant a Nicomedes" a l'ICPNA de Miraflores (Lima, 2011, 2012, 2013), "América Negra" al Centre Cultural de el Olivar (Lima, 2011), "100 años de música afroperuana" al Centre Cultural de la PUCP (Lima, 2007), "Ritmos negros del Perú", al Centre Cultural de la PUCP (Lima, 2006) i "Tiempos de Cajón" al Centre Cultural de la PUCP (Lima, 2005).
És el creador i el director del Festival Internacional de Caixó Peruà i dels concerts de la gala "PERUCUSION. Timbres y colores del Perú" (al Gran Teatre Nacional de Lima, 2013) i de "PERKU-ETNIKO. Timbres y colores de América" (Gran Teatre Nacional de Lima, 2014).
Entre d'altres, va fer col·laboracions amb Eva Ayllón, Carmina Cannavino, Lito Figueroa, Miki González, NSQ-NSC, Carlos Guerrero, Willy Rivera, Victoria i Nicomedes Santa Cruz, Patrícia Saravia i Tierra Sur, entre d'altres.
Des de l'any 20122 fou professor del curs "Panorama de la música Peruana" de l'Escola de Música de la Facultat d'Arts Contemporànies de la Universitat Peruana de Ciències Aplicades (UPC) i també fou professor de caixó del Centre Cultrual de la Pontifícia Universitat Catòlica del Perú des de l'any 2000.
En la seva faceta d'actor, va participar en diverses sèries de televisió i en el llargmetratge "Reportaje a la muerte". Fou el primer actor negre que va tenir un rol de protagonista en una minisèrie peruana. En el teatre, va protagonitzar "Otelo", en una adaptació dirigida per Edgar Saba al Teatre Municipal de Lima i va actuar en l'obra "El cantar de los cantaes" dirigida pel mateix director al Centre Cultural de la PUCP (Lima). En el cine, va participar com a actor en les pel·lícules 800 leguas de viaje en el Amazonas i Reportaje a la muerte.
El 2007 va dirigir l'obra musical "Latido negro" al GALA Theater (Washington DC.
També va organitzar exposicions relacionades amb la música, la cultura i les comunicacions i va conduir el programa de ràdio "Magazín Sabatino" de CPN-radio.
Ha escrit i editat el llibre/cd "El Cajón Afroperuano"

### Mort
El 4 d'agost de 2014 va morir a Lima Rafael Santa Cruz víctima d'una parada cardíaca. L'anunci de la seva mort el va fer Owan Lay, director de Polítiques Públiques de la Població Afroperuana a la Ràdio Pública del Perú. Aquest va manifestar que Rafael fou un dels principals responsables de la internacionalització del caixó peruà i una personalitat molt important de la cultura afroperuana.
Pocs dies abans de la seva mort es va fer públic que Rafael Santa Cruz participaria en un homenatge a Paco de Lucía al Festival del Cante de las Minas de les Mines de La Unión (Múrcia).

## Obres

### Llibre
- El Cajón Afroperuano, Lima, 2004.

### Discografia

#### Los Hermanos Santa Cruz & Afroperú
- Eribo Maka Maka (1991)
- Sin Límites (1992)
- Afroperú (1995)
- Hermanos Santa Cruz Grandes Éxitos (2000)

### Com a actor

#### Sèries de televisió
- Natacha
- Milagros
- La Rica Vicky
- Amor Serrano
- Los del Solar
- Qué buena raza
- Eva del Edén
- Condominio SA

#### Teatre
- Tetralenon
- Sueño de una noche de varano
- Made in Perú

## Rècord Guiness
Rafael Santa Cruz va organitzar el II Festival Internacional del Caixó Peruà que es va celebrar a Lima l'onze d'abril de 2009 amb el qual va guanyar el rècord mundial del major nombre de caixons del món tocant junts.